# Биофизика сердца
Биофи́зика сердца — научное направление на стыке кардиологии и таких разделов биофизики, как биофизика сложных систем, медицинская биофизика, биоэнергетика, биоэлектричество, биофизика метаболизма, изучает физические аспекты сердечной деятельности на всех уровнях её организации, начиная от молекул и клеток и заканчивая сердечно-сосудистой системой в целом, а также изучает влияние на сердечно-сосудистую систему различных физических факторов.
Как равнозначные могут употребляться также термины сердечно-сосудистая физика, кардио-васкулярная физика.

## Разделы биофизики сердца
- кардиодинамика, т.е. изучение сердечной динамики, физических основ работы сердца вообще, и в частности его механического движения и сил, возникающих при работе сердца, в том числе и под влиянием действующих на него факторов;
- математическое моделирование сердечной деятельности, в том числе моделирование механизмов регуляции, систем управления и связей с другими системами организма;
- кардиальное материаловедение.

Среди её практических направлений можно назвать следующие:
- визуализация сердечной деятельности,
- кардиологическая инженерия.

В результате тесного взаимодействия физиков и кардиологов возникла аритмология — междисциплинарная биомедицинская наука о ритме сердца, использующая биофизические подходы при рассмотрении работы сердца в норме и в патологии.

## История исследований

### Ранние работы
Научное изучение сердечной деятельности обычно возводят к работам итальянского врача, анатома и физиолога  Луиджи Гальвани, в 1791 году опубликовавшему «Трактат о силах электричества при мышечном движении». Это открытие дало толчок развитию электрофизиологии. Наряду с развитием микроскопии, усовершенствование техники регистрации электрических феноменов живых объектов стало сущностью новой науки — физиологии.
Работы нидерландского физиолога Виллема Эйнтховена, которому удалось сконструировать струнный гальванометр, и его русского друга Александра Самойлова положили начало электрокардиографии, фактически в течение всего 20-го века остававшейся основным методом исследования работы сердца и в медицинской практике, и в научных исследованиях.

### Механистический подход
Физиологическая концепция описания живых объектов всецело господствовала вплоть до 1980-х годов.
В связи с обсуждением недостатков механистического подхода к сложным системам (какими и являются биологические объекты) полезно упомянуть работу, в 1987 году опубликованную  А.К. Гренадером. В ней подробно описывается, как действуют различные ионные каналы миокардиальных клеток, какими фармакологическими средствами можно повлиять на проводимость тех или иных ионных каналов, и к каким последствиям это приведёт в смысле регулирования работы миокарда. В результате этой и подобных работ были введены в медицинскую практику новые группы антиаритмических препаратов. Однако при проведении через десяток лет многоцентровых исследований в рамках доказательной медицины выяснилось, что смертность у лиц, получающих любые антиартимики оказалась выше, чем к контрольной группе, антиаритмического лечения не получающей.

На сегодняшний день основным методом лечения пациентов с опасными аритмиями остаётся фармакотерапия, однако успех реально достигается не более чем у 60% всех больных при использовании медикаментозных антиаритмических средств всех классов и их комбинаций — иными словами, с вероятностью примерно 50 на 50. С.П. Голицын характеризует современное состояние фармакотерапии жизнугрожающих аритмий сердца следующими словами: 
потенциально любой из известных антиаритмических препаратов может: а) обеспечить антиаритмический эффект; б) не обеспечить его; в) проявить аритмогенное действие. И все это индивидуально непредсказуемо. Поэтому для больных со злокачественными желудочковыми аритмиями выбор не только эффективной, но и безопасной терапии требует проведения фармакологических проб.С.П. Голицын, 2000

#### Автоволновые процессы в сердце
Впервые об автоволнах заговорили после публикации в 1946 году статьи Норберта Винера и Артура Розенблюта, давно уже ставшей классической; и речь в ней шла как раз о сердце, а точнее о миокарде.
По мере того, как будут углубляться наши знания в биологии, мы столкнёмся с тем, что различие между биологией и электроникой будут всё более стираться.Ф. Дайсон. Нарушая покой Вселенной
Такие слова в 1984г. выбрали в качестве эпиграфа для своей книги В.И. Кринский и А.С. Михайлов. Эпиграф был выбран не случайно: ведь уже тогда стало понятно, что известные ещё с конца 19-го века свойства живой материи (например, возбудимость) подчиняются тем же законам природы (и описываются сходными математическими уравнениями), какие верны и для устройств, используемых в создаваемой в те времена электронной промышленности. Например, под руководством А.А. Андронова коллектив советских  учёных (М.И. Фейгин и др.) занимался исследованием свойств триггера — необходимого элемента для электронной памяти любого типа. Обнаруженное сходство между живым, созданным биологической эволюцией, и неживым, создаваемым руками человека, действительно оказалось поразительным.
7 февраля 1970 года в журнале Nature  была опубликована статья А.М. Жаботинского и А. Н. Заикина, посвящённая автоволновым явлениям в химическом растворе (что теперь вошло в историю как реакция Белоусова-Жаботинского).
Чуть ранее, в 1968 году, В.И. Кринский высказал гипотезу о том, что за аритмии сердца также могут быть ответственными автоволновые процессы, подобные наблюдаемым в неживой природе (в химическом растворе). Эта догадка явилась В.И. Кринскому как результат сопоставления той самой статьи Норберта Винера и Артура Розенблюта 1946 года и наблюдаемых им непосредственно с конца 1960-х результатов экспериментов А.Н. Заикина, А.М. Жаботинского, А.М. Тараненко (бывшего тогда ещё аспирантом) и других сотрудников создаваемого в те времена в подмосковном городе Пущино научного центра биологических исследований. В середине 1980-х В.И. Кринский опубликовал две работы, обобщающие результаты проведённых исследований; в них уже в те годы были высказаны все основные идеи, которые затем вдохновляли исследователей автоволн в сердце все последующие 20 лет, вплоть до конца 20-го века, и в первые годы века 21-го.
Таким образом в Пущино в те годы сформировалась группа  учёных: И. Р. Ефимов, В. В. Бикташев, О. А. Морнев, А. В. Панфилов, Р. Р. Алиев и несколько других, — кто, по сути, составил советскую научную школу автоволновиков, научную школу В. И. Кринского, и именно эти люди во многом определили ход исследований автоволновых процессов в сердце в мировой науке, сохраняя между собой тесные контакты даже после эмиграции из распавшегося в 1991 году на части СССР.
Среди результатов, которые выглядят не инспирированными В. И. Кринским, а представляются самостоятельными научными идеями, заслуживают внимания, пожалуй, лишь два: 
1)  развиваемая коллективом  учёных под руководством И.Р. Ефимова теория виртуального электрода и 
2)  разработанная М.Е. Мазуровым теория синхронизации осцилляторов, — которая существенно поколебала изначальную систему аксиом, созданную школой В. И. Кринского для автоволн.
Одним из основных результатов М. Е. Мазурова является доказательство того факта, что в системе автоволновых пейсмекеров их общая частота осцилляций предопределена вовсе не самым высокочастотным элементом, как это утверждается школой Кринского, а устанавливается по более сложной закономерности, хорошо описываемой математически.
Сильным самостоятельным пущинским исследователем автоволн также является М. А. Цыганов.
Из иностранных исследователей огромная роль принадлежит Денису Ноблу и сотрудникам его команды как в развитии автоволновых моделей различных типов миокарда, так и развитии концепции биофизики сердца.
Параллельно работам «автоволновиков» исследования сердечной деятельности шли и в других направлениях.

#### Электрический генератор сердца
Одновременно с исследованиями автоволновых явлений в миокарде, электрические процессы в сердце пытались описать с позиций классической электродинамики с целью установить, остаются ли для живых организмов справедливыми те же законы природы электромагнитного поля, какие были выявлены для неживой материи.
Среди ранних работ на эту тему приведём в качестве примера книгу В. Е. Белоусова, изданную в 1969 году.
Р.З. Амиров опубликовал книгу, посвященную измерению электрического поля на поверхности грудной клетки человека.
Большая и интересная работа проделана в лаборатории О.В. Баума.
Классическим трудом в этой области является работа П. Кнеппо и Л. И. Титомира, чьими усилиями была сформулирована концепция эквивалентного электрического генератора сердца, а также развиты теоретические подходы к приемлемому с практической точки зрения решению обратной задачи электродинамики в электрокардиологии.
Коллективом учёных под руководством Л.И. Титомира при помощи математических моделей электрического генератора сердца созданы принципиально новые методики «ДЭКАРТО» и «МУЛЬТЭКАРТО» содержательно-образного представления данных для оценки электрофизиологического состояния сердца с точной привязкой к его анатомической структуре (этим методом анализировались данные электрической активности сердца у космонавтов на космической станции «Мир»). Комплекс «ДЭКАРТО» успешно используется в Отделе новых методов диагностики Российского кардиологического научно-производственного комплекса МЗ РФ, Отделе диагностики Института нормальной и патологической физиологии Словацкой академии наук и в других медицинских учреждениях.
Большой вклад в решение обратной задачи электродинамики в электрокардиологии и в развитие медицинской визуализации также внёс и американский учёный Йорам Руди, под руководством которого коллектив учёных создал методику, аналогичную российской системе «ДЭКАРТО».

#### Применение кибернетического подхода
Специалисты в области медицинской и биологической кибернетики также занимались поисками оптимального научного описания сердечной деятельности.
Среди представителей этого «научного жанра», пожалуй, наиболее известен P.M. Баевский, который является одним из основоположников космической кардиологии — нового научно-прикладного раздела космической медицины. P.M. Баевский принимал непосредственное участие в подготовке и медицинском обеспечении первых космических полётов животных и человека. Он активно занимается внедрением в практику здравоохранения достижений космической медицины. Ещё в 60-е годы им был предложен метод анализа вариабельности сердечного ритма для изучения вегетативной регуляции кровообращения в условиях космического полета. В последующие годы этот метод стал широко применяться в различных областях клинической практики и прикладной физиологии. В настоящее время его метод анализа вариабельности сердечного ритма является общепризнанным и одним из наиболее популярных в различных областях клинической медицины и прикладной физиологии.
Довольно интересное развитие — и теоретическое, и практическое, — методов, предложенных ранее P.M. Баевским, можно найти в диссертационной работе «Дифференциальная хронокардиография», написанной ещё одним представителем отечественной кибернетики — В.Ф. Фёдоровым.
Ещё одной успешной «кибернетической» разработкой в кардиологии можно назвать проект Кардиовизор, выполненный под руководством Г.В. Рябыкиной и А.С. Сулы как практическое применение теории распознавания образов.

#### Динамический хаос в сердце
Значительное количество исследователей вслед за P.M. Баевским разрабатывали свои собственные подходы к анализу кардиограмм, получаемых тем или иным способом (электрокардиограмм, пульсограмм, ритмограмм и т.д.). Постепенно среди всех этих подходов сформировались и заняли свою совершенно уникальную нишу методы анализа временных рядов, основанные на теории динамического хаоса.
В мире уже существует огромное количество работ на эту тему, например, работы советской научной школы, выполненные Л.В. Мезенцевой вместе с другими сотрудниками в НИИ НФ им. П. К. Анохина РАМН.

#### Механоэлектрическое сопряжение в сердце
Современные экспериментальные данные свидетельствуют о существовании обратной связи между сократительной функцией сердца и процессом его возбуждения, о существенном влиянии механических условий сокращения сердечной мышцы на процесс её возбуждения. В отличие от достаточно хорошо изученной природы сопряжения возбуждения с сокращением молекулярно-клеточные механизмы механоэлектрической обратной связи и её физиологическая и патофизиологическая роль до сих пор окончательно не поняты.
Исследователи Уральского отделения РАН В.С. Мархасин и сотрудники его лаборатории (Л.Б. Кацнельсон, О.Э. Соловьева, Т.Б. Сульман, П.В. Коновалов) считают, что механоэлектрическая связь является физиологически значимой для регуляции функции нормального миокарда: она обеспечивает согласованные изменения потенциала действия и кинетики внутриклеточного кальция в зависимости от механических условий и является дополнительным фактором адаптации сердечной мышцы к изменению внешних механических условий сокращения.

Оказалось, что: 
неоднородность миокарда вместе с «правильной» последовательностью его активации (от более медленных элементов к более быстрым) является необходимым атрибутом нормальной миокардиальной системы, обеспечивающим согласованную локальную активность элементов и оптимизацию глобальной функции системы в целомВ.С. Мархасин и др., 2006 
Таким образом, было установлено, что аритмии сердца могут быть связаны не только с нарушением электрической активности сердца, но также и с нарушением его сократительной функции, и что важнейшей причиной аритмий является нарушение синхронного взаимодействия между процессами электрическими и механическими в миокарде. Аритмия сердца – это вовсе не только нарушение его электрической активности, но именно нарушение его деятельности в целом. Если нарушения электрической активности оказываются удачно скомпенсированными механическими свойствами многоклеточной системы миокарда, то сердце продолжает эффективно осуществлять насосную функцию. И наоборот, даже при «нормальной» последовательности распространения в сердце электрического возбуждения могут возникать серьёзные нарушения насосной функции сердца.

### Развитие синергетического подхода в кардиологии
С начала 21-го века постепенно стало складываться новое научное понимание и биологии вообще, и в частности того, как работает сердце.
Большая роль в этом принадлежит Денису Ноблу, чьи работы весьма посодействовали формированию нового биологического мышления — мышления интегративного, мышления синергетического.
Работы по изучению механоэлектрического сопряжения в кардиомиоцитах, проводимые совместно российскими и английскими коллективами учёных как в физиологических, так и в вычислительных экспериментах, явились также важной вехой в развитии биофизики сердца. Одним из соруководителей этих исследований является ученик Дениса Нобла — Петер Коль, который в своё время успешно получил специальность «Медицинская кибернетика», закончив Медико-биологический факультет 2-го московского ордена Ленина государственного медицинского института.
Большая роль в развитии биофизики сердца принадлежит Нильсу Весселу. Своё понимание потребностей современной кардиологии он, в частности, выразил следующими словами:
Серьёзная сложность сердечно-сосудистой регуляции, с многообразием её гормональных, генетических и внешних взаимодействий, требует многомерного анализа, основанного на сочетании различных линейных и нелинейных параметров. (…) Биологические системы управления содержат множество петель обратной связи, результат взаимодействия между которыми имеет динамический характер. (…) С учётом этих особенностей, которые скорее следует отнести к теории систем, развитие нелинейных, а также основанных на знаниях методов должно привести к улучшению результатов диагностики при наслоении рисков. (…) Ещё одна цель, следовательно, состоит в том, чтобы пойти на качественно новый шаг: сочетание анализа данных и моделирования.
Оригинальный текст (англ.)The large complexity of cardiovascular regulation, with its multiplicity of hormonal, genetic and external interactions, requires a multivariate approach based on a combination of different linear and nonlinear parameters. (…) Biological control systems have multiple feedback loops and the dynamics result from the interplay between them. (…) Considering these rather system-theoretical characteristics, the development of nonlinear and also knowledge-based methods should lead to a diagnostic improvement in risk stratification. (…) A further aim, therefore, is, to go a qualitatively new step: the combination of data analysis and modelingWessel et al., 2007
Нильс Вессел в 2009 году использовал слова «сердечно-сосудистая физика» в официальном названии своего научного коллектива — Группа нелинейной динамики и сердечно-сосудистой физики Берлинского университета имени Гумбольдта.
Ещё одним из основоположников биофизики сердца можно считать Александра Юрьевича Лоскутова.

### Современное состояние
Можно выделить следующие основные направления современного развития биофизики сердца:
- Работы по созданию дефибрилляторов нового типа: маломощных, щадящих[a 4][a 20][b 16][a 21];
- Совершенствование способов визуализации процессов возбуждения миокарда с целью улучшения качества медицинской диагностики[a 11];
- Моделирование сердечной деятельности с целью наилучшего подбора индивидуального лечения для каждого больного (см. проект Физиом[a 14][a 17][a 13]);
- Исследование влияния эффектов бифуркационной памяти на эффективность лечения заболеваний сердца[b 18];
- Разработка новых принципов диагностики заболеваний сердца, построенных на основе современных знаний законов физики[b 15][b 18].